# Peuceptyelus pronotalis
Peuceptyelus pronotalis är en insektsart som beskrevs av Jacobi 1941. Peuceptyelus pronotalis ingår i släktet Peuceptyelus och familjen spottstritar. Inga underarter finns listade i Catalogue of Life.